# Rhododendron truncatovarium
Rhododendron truncatovarium är en ljungväxtart som beskrevs av L. M. Gao och D. Z. Li. Rhododendron truncatovarium ingår i släktet rododendron, och familjen ljungväxter. Inga underarter finns listade i Catalogue of Life.